# Katrina Gorry
Katrina Gorry (ur. 13 sierpnia 1992 w Brisbane) – australijsko-irlandzka piłkarka, występująca na pozycji pomocniczki w angielskim klubie West Ham United F.C. oraz w reprezentacji Australii. Uczestniczka Igrzysk Olimpijskich 2016 w Rio de Janeiro, 2020 w Tokio i 2024 w Paryżu, Mistrzostw Świata 2015, 2019 i 2023 oraz Pucharu Azji 2014, 2018 i 2022.

## Statystyki

### Klubowe
Na podstawie:
| Klub                 | Sezonów | Liga                           | Liga  | Liga   | Puchar krajowy | Puchar krajowy | Kontynentalne | Kontynentalne | Suma  | Suma   |
| Klub                 | Sezonów | Liga                           | Mecze | Bramki | Mecze          | Bramki         | Mecze         | Bramki        | Mecze | Bramki |
| -------------------- | ------- | ------------------------------ | ----- | ------ | -------------- | -------------- | ------------- | ------------- | ----- | ------ |
| Melbourne Victory FC | 1       | W-League                       | 9     | 2      | 0              | 0              | –             | –             | 9     | 2      |
| Adelaide United FC   | 1       | W-League                       | 9     | 1      | 0              | 0              | –             | –             | 9     | 1      |
| Melbourne Victory FC | 1       | W-League                       | 9     | 3      | 1              | 0              | –             | –             | 10    | 3      |
| Brisbane Roar FC     | 8       | W-League                       | 88    | 18     | 3              | 0              | –             | –             | 91    | 18     |
| FC Kansas City       | 1       | National Women’s Soccer League | 10    | 1      | 1              | 0              | –             | –             | 11    | 1      |
| Utah Royals          | 1       | National Women’s Soccer League | 16    | 0      | 0              | 0              | –             | –             | 16    | 0      |
| Avaldsnes IL         | 1       | Toppserien                     | 13    | 3      | 1              | 0              | –             | –             | 14    | 3      |
| Brisbane Roar FC     | 3       | W-League                       | 28    | 8      | 0              | 0              | –             | –             | 28    | 8      |
| Vittsjö GIK          | 1       | Damallsvenskan                 | 43    | 7      | 0              | 0              | –             | –             | 43    | 7      |
| West Ham United F.C. | 2       | FA Women’s Super League        | 17    | 3      | 1              | 0              | –             | –             | 18    | 3      |
|                      | Łącznie | Łącznie                        | 242   | 46     | 7              | 0              | 0             | 0             | 249   | 46     |

### Reprezentacyjne
Na podstawie:
| Mecze i gole w reprezentacji podczas Mistrzostw Świata 2015 | Mecze i gole w reprezentacji podczas Mistrzostw Świata 2015 | Mecze i gole w reprezentacji podczas Mistrzostw Świata 2015 | Mecze i gole w reprezentacji podczas Mistrzostw Świata 2015 | Mecze i gole w reprezentacji podczas Mistrzostw Świata 2015 | Mecze i gole w reprezentacji podczas Mistrzostw Świata 2015 | Mecze i gole w reprezentacji podczas Mistrzostw Świata 2015 | Mecze i gole w reprezentacji podczas Mistrzostw Świata 2015 |
| Lp.                                                         | Data                                                        | Miasto                                                      | Przeciwnik                                                  | Wynik                                                       | Gole                                                        | Inne                                                        | Faza rozgrywek                                              |
| ----------------------------------------------------------- | ----------------------------------------------------------- | ----------------------------------------------------------- | ----------------------------------------------------------- | ----------------------------------------------------------- | ----------------------------------------------------------- | ----------------------------------------------------------- | ----------------------------------------------------------- |
| 1.                                                          | 09.06.2015                                                  | Winnipeg                                                    | Stany Zjednoczone                                           | 1:3 (1:1)                                                   |                                                             |                                                             | Faza grupowa                                                |
| 2.                                                          | 12.06.2015                                                  | Winnipeg                                                    | Nigeria                                                     | 2:0 (1:0)                                                   |                                                             |                                                             | Faza grupowa                                                |
| 3.                                                          | 17.06.2015                                                  | Edmonton                                                    | Szwecja                                                     | 1:1 (1:1)                                                   |                                                             |                                                             | Faza grupowa                                                |
| 4.                                                          | 21.06.2015                                                  | Moncton                                                     | Brazylia                                                    | 1:0 (0:0)                                                   |                                                             |                                                             | 1/8 finału                                                  |
| 5.                                                          | 27.06.2015                                                  | Edmonton                                                    | Japonia                                                     | 0:1 (0:0)                                                   |                                                             |                                                             | Ćwierćfinał                                                 |

| Mecze i gole w reprezentacji podczas Mistrzostw Świata 2019 | Mecze i gole w reprezentacji podczas Mistrzostw Świata 2019 | Mecze i gole w reprezentacji podczas Mistrzostw Świata 2019 | Mecze i gole w reprezentacji podczas Mistrzostw Świata 2019 | Mecze i gole w reprezentacji podczas Mistrzostw Świata 2019 | Mecze i gole w reprezentacji podczas Mistrzostw Świata 2019 | Mecze i gole w reprezentacji podczas Mistrzostw Świata 2019 | Mecze i gole w reprezentacji podczas Mistrzostw Świata 2019 |
| Lp.                                                         | Data                                                        | Miasto                                                      | Przeciwnik                                                  | Wynik                                                       | Gole                                                        | Inne                                                        | Faza rozgrywek                                              |
| ----------------------------------------------------------- | ----------------------------------------------------------- | ----------------------------------------------------------- | ----------------------------------------------------------- | ----------------------------------------------------------- | ----------------------------------------------------------- | ----------------------------------------------------------- | ----------------------------------------------------------- |
| 1.                                                          | 09.06.2019                                                  | Valenciennes                                                | Włochy                                                      | 1:2 (1:0)                                                   |                                                             |                                                             | Faza grupowa                                                |
| 2.                                                          | 18.06.2019                                                  | Grenoble                                                    | Jamajka                                                     | 4:1 (2:0)                                                   |                                                             | asysta                                                      | Faza grupowa                                                |

| Mecze i gole w reprezentacji podczas Mistrzostw Świata 2023 | Mecze i gole w reprezentacji podczas Mistrzostw Świata 2023 | Mecze i gole w reprezentacji podczas Mistrzostw Świata 2023 | Mecze i gole w reprezentacji podczas Mistrzostw Świata 2023 | Mecze i gole w reprezentacji podczas Mistrzostw Świata 2023 | Mecze i gole w reprezentacji podczas Mistrzostw Świata 2023 | Mecze i gole w reprezentacji podczas Mistrzostw Świata 2023 | Mecze i gole w reprezentacji podczas Mistrzostw Świata 2023 |
| Lp.                                                         | Data                                                        | Miasto                                                      | Przeciwnik                                                  | Wynik                                                       | Gole                                                        | Inne                                                        | Faza rozgrywek                                              |
| ----------------------------------------------------------- | ----------------------------------------------------------- | ----------------------------------------------------------- | ----------------------------------------------------------- | ----------------------------------------------------------- | ----------------------------------------------------------- | ----------------------------------------------------------- | ----------------------------------------------------------- |
| 1.                                                          | 20.07.2023                                                  | Sydney                                                      | Irlandia                                                    | 1:0 (0:0)                                                   |                                                             |                                                             | Faza grupowa                                                |
| 2.                                                          | 27.07.2023                                                  | Brisbane                                                    | Nigeria                                                     | 2:3 (1:1)                                                   |                                                             |                                                             | Faza grupowa                                                |
| 3.                                                          | 31.07.2023                                                  | Melbourne                                                   | Kanada                                                      | 4:0 (2:0)                                                   |                                                             |                                                             | Faza grupowa                                                |
| 4.                                                          | 07.08.2023                                                  | Sydney                                                      | Dania                                                       | 2:0 (1:0)                                                   |                                                             |                                                             | 1/8 finału                                                  |
| 5.                                                          | 12.08.2023                                                  | Brisbane                                                    | Francja                                                     | 0:0 (k.7:6)                                                 |                                                             | 92'                                                         | Ćwierćfinał                                                 |
| 6.                                                          | 16.08.2023                                                  | Sydney                                                      | Anglia                                                      | 1:3 (0:1)                                                   |                                                             | asysta                                                      | Półfinał                                                    |
| 7.                                                          | 19.08.2023                                                  | Brisbane                                                    | Szwecja                                                     | 0:2 (0:1)                                                   |                                                             | 45'                                                         | Mecz o 3. miejsce                                           |

## Sukcesy
Na podstawie:

### Klubowe
- Mistrzyni USA 2014

### Reprezentacyjne
- Wicemistrzyni Azji 2014, 2018